# Kanton Plouescat
Der Kanton Plouescat war bis 2015 ein französischer Wahlkreis im Arrondissement Morlaix, im Département Finistère und in der Region Bretagne; sein Hauptort war Plouescat.  

## Gemeinden
Der Kanton umfasste fünf Gemeinden:
| Gemeinde           | Bretonisch | Einwohner (2022) | Fläche (km²) | Code postal | Code Insee |
| ------------------ | ---------- | ---------------- | ------------ | ----------- | ---------- |
| Lanhouarneau       | Lanhouarne | 1.294            | 17.69        | 29430       | 29111      |
| Plouescat          | Ploueskad  | 3.549            | 14.79        | 29430       | 29185      |
| Plougar            | Gwikar     | 790              | 17.48        | 29440       | 29187      |
| Plounévez-Lochrist | Gwinevevez | 2.285            | 39.54        | 29430       | 29206      |
| Tréflez            | Trelez     | 984              | 15.76        | 29430       | 29287      |
| Kanton             | Ploueskad  | 8940             | 105.26       | -           | 2929       |

## Bevölkerungsentwicklung
| 1962   | 1968 | 1975 | 1982 | 1990 | 1999 | 2006 | 2012 |
| ------ | ---- | ---- | ---- | ---- | ---- | ---- | ---- |
| 10.389 | 9937 | 9436 | 9118 | 8439 | 8286 | 8702 | 8940 |